# Vlachiko
Die Rotweinsorte Vlachiko (griechisch Βλαχικο) ist innerhalb der griechischen Region Epirus heimisch und im Regionalbezirk Ioannina zum gewerblichen Weinbau zugelassen. Im Roséwein des Landweins Ioannina ist Vlachiko neben der Sorte Bekari die Leitsorte.

## Ampelographische Sortenmerkmale
In der Ampelographie wird der Habitus folgendermaßen beschrieben:
- Die Triebspitze ist offen. Sie ist weiß-wollig behaart. Die Jungblätter sind nur leicht wollig behaart und von gelb-grüner Farbe.
- Die Blätter sind dreilappig und mitteltief gebuchtet (siehe auch den Artikel Blattform). Die Stielbucht ist V-förmig offen (selten geschlossen). Das Blatt ist stumpf gezahnt. Die Zähne haben im Vergleich der Rebsorten einen mittelweiten Abstand. Die Blattoberfläche (auch Blattspreite genannt) ist glänzend.
- Die walzen- bis konusförmige Traube ist groß, geschultert und mäßig dichtbeerig. Die rundlichen Beeren sind mittelgroß und von schwarz-violetter Farbe. Die saftigen Beeren haben eine dünne Schale.

Die Rebsorte Vlachiko reift 35 Tage nach dem Gutedel und gilt somit innerhalb der roten Rebsorten als spät reifend. Sie ist eine Varietät der Edlen Weinrebe (Vitis vinifera).

## Synonyme
Die Rebsorte Vlachiko ist auch unter den Namen Blachiko, Blachos, Vlachico de Jannina, Vlachos und Vlahico bekannt.